# Aéroport international de Chișinău Eugen Doga
L'aéroport international de Chișinău Eugen Doga (en roumain : Aeroportul Internațional Chișinău „Eugen Doga”) (code IATA : RMO • code OACI : LUKK), est un aéroport moldave situé à 13 kilomètres au sud du centre de Chișinău, la capitale.
L'aéroport de Chișinău constitue le hub d'Air Moldova, la compagnie nationale, et de Moldavian Airlines.
Il est le seul aéroport ouvert au trafic régulier de voyageurs de Moldavie, et le principal aéroport cargo du pays.

## Situation géographique
| \| 50 km1:6 237 000 \| Chișinău Bălți-Leadoveni Aérodrome de Tiraspol Bălți-Ville |
| 50 km1:6 237 000                                                                  |

## Histoire

### L'ancien aéroport

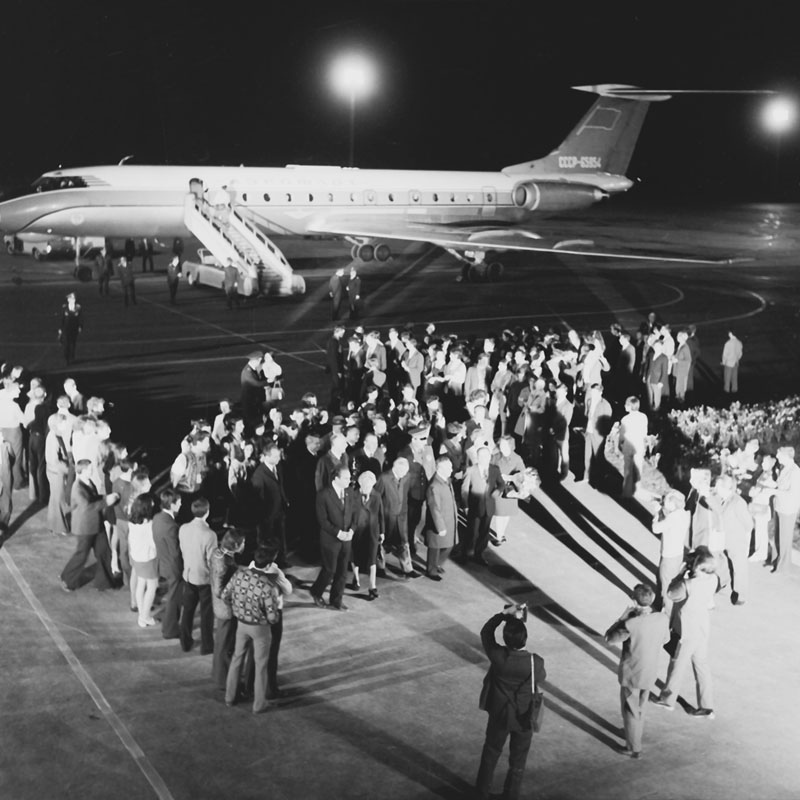
Tupolev Tu-134 sur le tarmac en 1972.

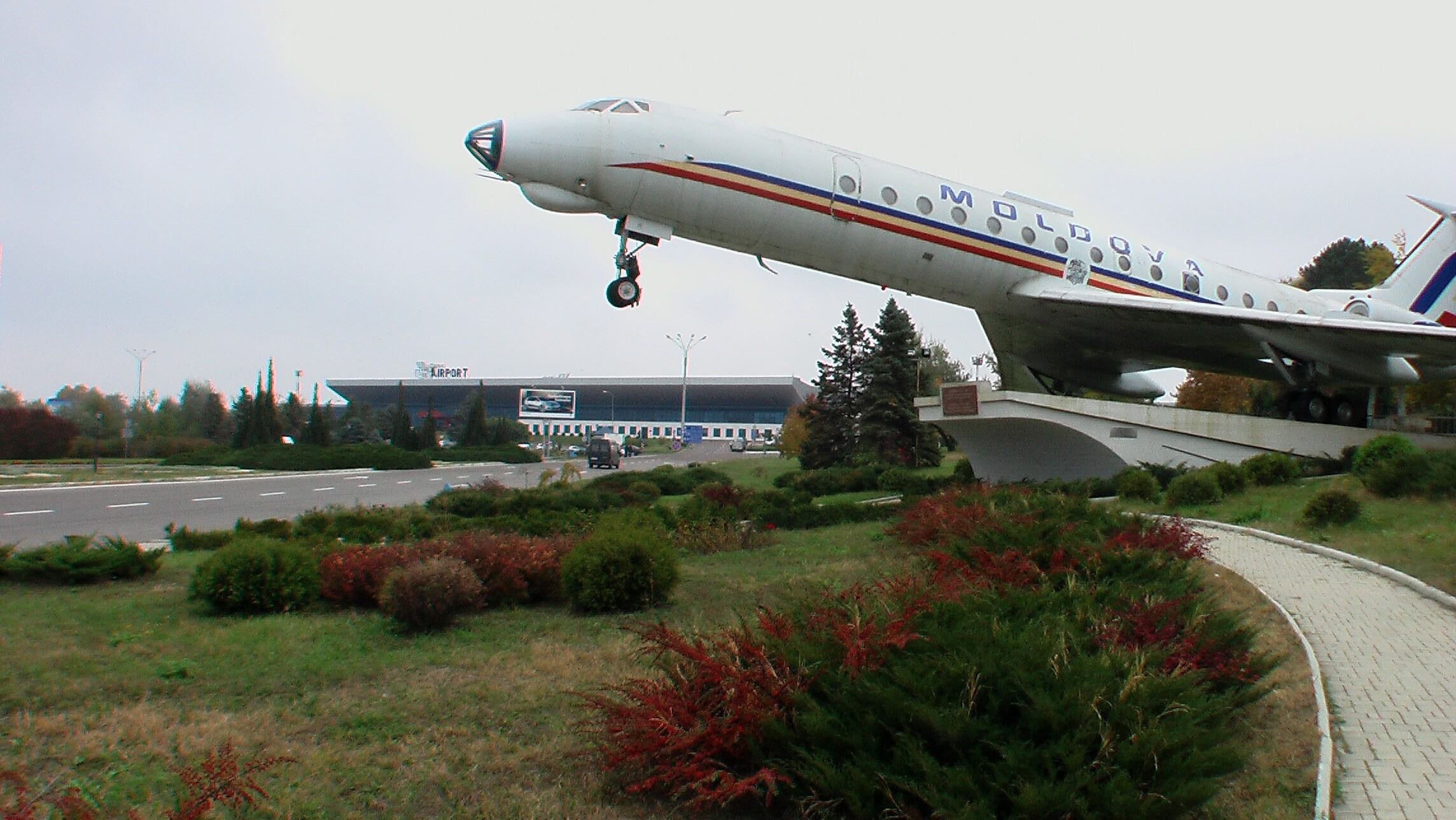
Tupolev Tu-134 immatriculé ER-65036 (ex CCCP-65036) exposé devant l'aéroport. Il a été exploité de 1976 à 1999.

Le premier aéroport de Chișinău a officiellement ouvert le 19 septembre 1944, avec le lancement de lignes vers Moscou, Saint-Pétersbourg, Kiev, Minsk, le Caucase et la Crimée. Dans les années 1950, de nombreuses lignes sont ouvertes vers les principales villes d'URSS.
L'ancien aéroport été situé à l'emplacement de l'actuelle rue de l'Aérodorome (Aerodromului Strada). Le quartier a depuis été totalement urbanisé.

### L'aéroport actuel
L'aéroport actuel situé au sud de la ville a ouvert en 1960. La fréquentation du nouvel aéroport est le triple de celle de l'ancien aéroport en 1959. À partir de la fin des années 1960, l'aéroport accueille essentiellement des Tupolev Tu-134, permettant notamment d'atteindre Moscou sans escale.
Une nouvelle aérogare est construite en 1974. L'aéroport accueille alors 800 000 voyageurs par an et dessert 80 villes, toutes situées en URSS. Les avions desservant Chișinău sont surtout des Tupolev Tu-134 et des Tupolev Tu-154.
Le 13 septembre 1990 est ouverte la première ligne internationale à destination de Francfort.

### Après la chute de l'URSS
Après la chute de l'URSS et l'indépendance de la Moldavie, l'activité de l'aéroport décline, à cause notamment de la rupture des liens économiques avec les autres anciennes républiques soviétiques et de la guerre civile en Transnistrie. En 1993, l'aéroport s'est même temporairement retrouvé sans activités. Le 31 mai 1995, l'aéroport "renaît" et reçoit le statut d'aéroport international.
En 2002, l'aéroport et ses abords sont entièrement modernisés : l'aérogare est rénovée et un nouveau terminal est construit. Le chauffage, la ventilation, les systèmes électriques, la manutention des bagages, les portiques de contrôle et l'information voyageurs ont été refaits à neuf, ainsi que la route d'accès et l'usine de traitement des eaux. Il est alors possible au départ de Chișinău de se rendre dans 18 pays. La rénovation a été financée à hauteur de 3 M$ par le gouvernement moldave et à hauteur de 9 M$ par un emprunt de la BERD. En 2011, l'aéroport est élu "meilleur aéroport de la CEI" et sa fréquentation annuelle dépasse le million de voyageurs.
En 2019, l'aéroport est fréquenté par 2 995 530 passagers.

### Projets

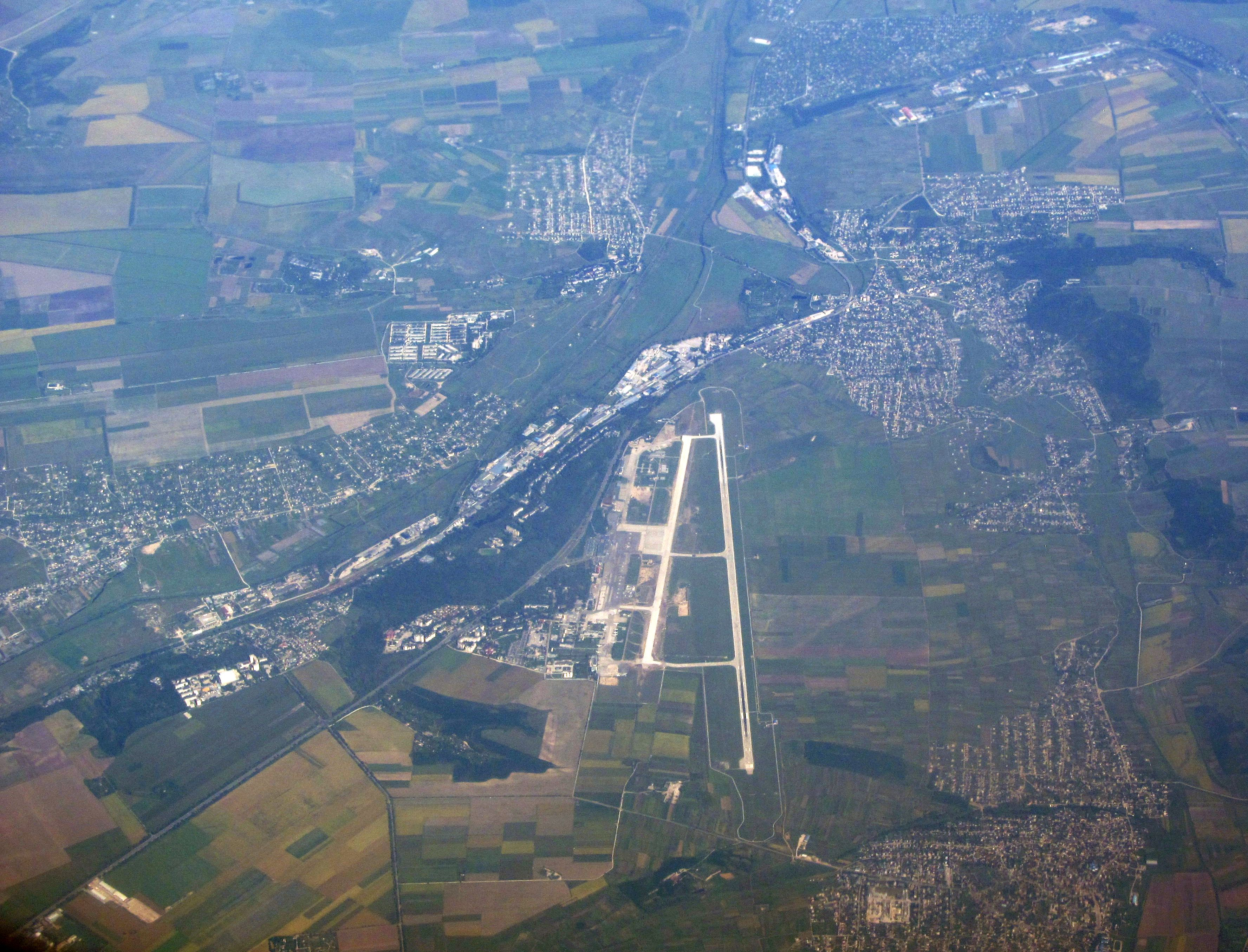
Vue satellite de l'aéroport. Chișinău est à droite de la photo.

Un projet de rénovation évalué à 19 M€ est à l'étude. Le projet porte sur la rénovation des pistes, des taxiways et des équipements de sécurité.

## Infrastructures et équipements
L'aéroport possède dix bureaux d'enregistrement et cinq portes. Une terrasse pour les visiteurs a ouvert au deuxième étage en 2006.
Avec l'introduction de billets électroniques et l'abolition de l'enregistrement pour les étrangers l'aéroport a été réorganisé fin 2006. Cela s'est traduit par une salle des enregistrements plus grande et la douane est maintenant après l'enregistrement.
Il y a un bureau de change situé dans le hall d'entrée et un café est situé à l'étage.

## Compagnies aériennes et destinations

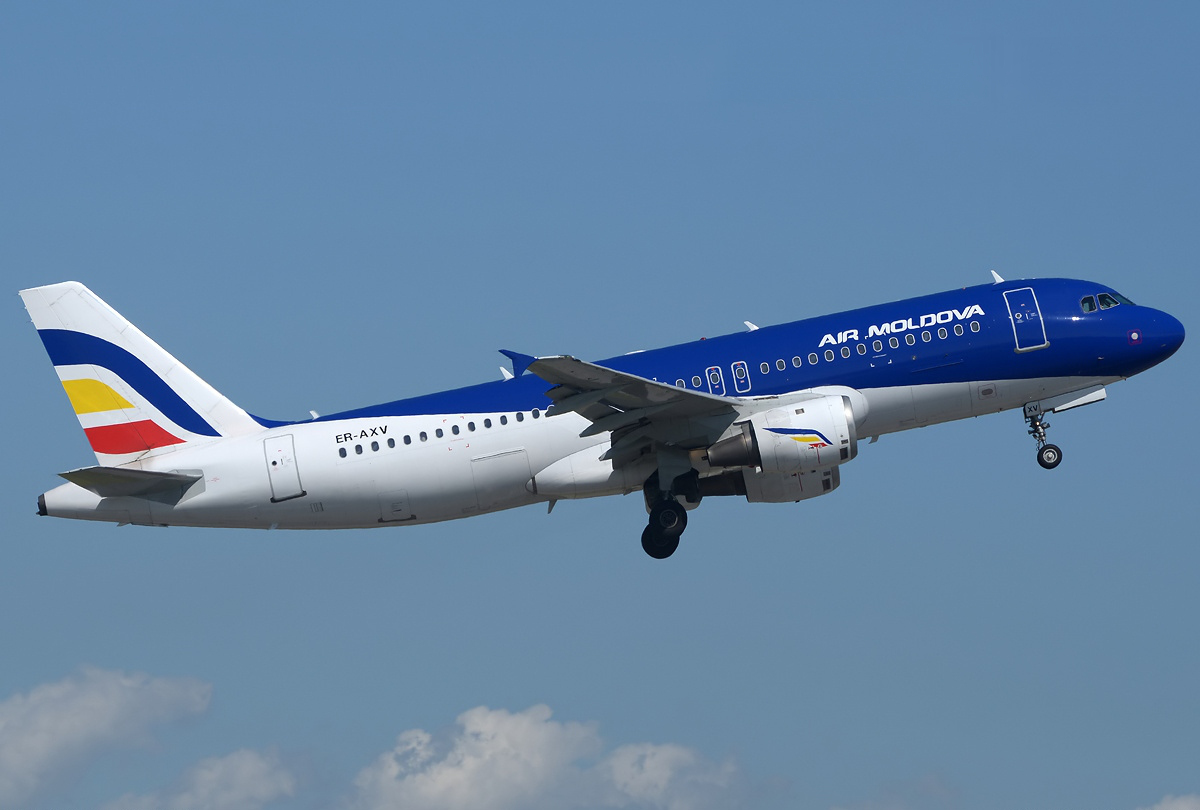
Un Airbus A320 d'Air Moldova au décollage.

L'aéroport est apte à accueillir la plupart des avions en circulation.
On y trouve des vols réguliers permanents et saisonniers, ainsi que des vols charter. Des compagnies low-cost comme Wizz Air y sont également implantées.
| Compagnies          | Destinations |
| ------------------- | --- |
| Air Moldova         | - Bakou-H. Aliyev, - Bologne-Borgo Panigale, - Dublin, - Düsseldorf, - Erevan-Zvarnots, - Francfort, - Istanbul, - Leipzig/Halle, - Londres-Stansted, - Milan-Malpensa, - Moscou-Domodédovo, - Paris-Beauvais, - Prague-Václav-Havel, - Rome Léonard-de-Vinci/Fiumicino, - Tbilissi-C. Roustavéli, - Tel Aviv - Ben Gourion, - Varsovie-Modlin (Mazovie), - Vérone - Villafranca En saison: - Barcelone-El Prat, - Batoumi-A. Kartveli, - Bucarest-H. Coandă, - Larnaca, - Lisbonne-H. Delgado, - Nice-Côte d'Azur, - Thessalonique-Makedonía En saison charter: Charm el-Cheikh |
| Austrian Airlines   | Vienne-Schwechat |
| FlyOne              | - Amsterdam, - Bruxelles-National, - Dublin, - Düsseldorf, - Erevan-Zvarnots, - Istanbul, - Londres-Luton, - Lyon-Saint-Exupéry, - Nice-Côte d'Azur, - Parme, - Tel Aviv - Ben Gourion, - Vérone - Villafranca En saison : - Barcelone-El Prat, - Berlin-Brandebourg, - Francfort-Hahn, - Lisbonne-H. Delgado, - Milan-Malpensa, - Paris-Charles de Gaulle, - Rome Léonard-de-Vinci/Fiumicino, - Tbilissi-C. Roustavéli, - Valence En saison charter: Bodrum-Milas, Charm el-Cheikh, Héraklion-N. Kazantzákis, Izmir-A. Menderes                                                 |
| Freebird Airlines   | En saison charter: Antalya |
| HiSky               | - Bergame-Orio al Serio, - Dublin, - Francfort, - Moscou-Domodédovo, - Paris-Beauvais, - Tel Aviv - Ben Gourion, - Venise - Marco Polo En saison charter: Hurghada |
| LOT Polish Airlines | Varsovie-Chopin |
| TAROM               | Bucarest-H. Coandă |
| Transavia France    | En saison : Paris-Orly |
| Turkish Airlines    | Istanbul |
| Wizz Air            | - Abou Dabi, - Barcelone-El Prat, - Bologne-Borgo Panigale, - Charleroi Bruxelles-Sud, - Dortmund, - Hambourg-H.-Schmidt, - Londres-Luton, - Memmingen, - Prague-Václav-Havel, - Rome Léonard-de-Vinci/Fiumicino, - Trévise-Sant'Angelo, - Vérone - Villafranca, - Vienne-Schwechat En saison: Budapest-Ferenc Liszt, Larnaca, Paris-Beauvais |

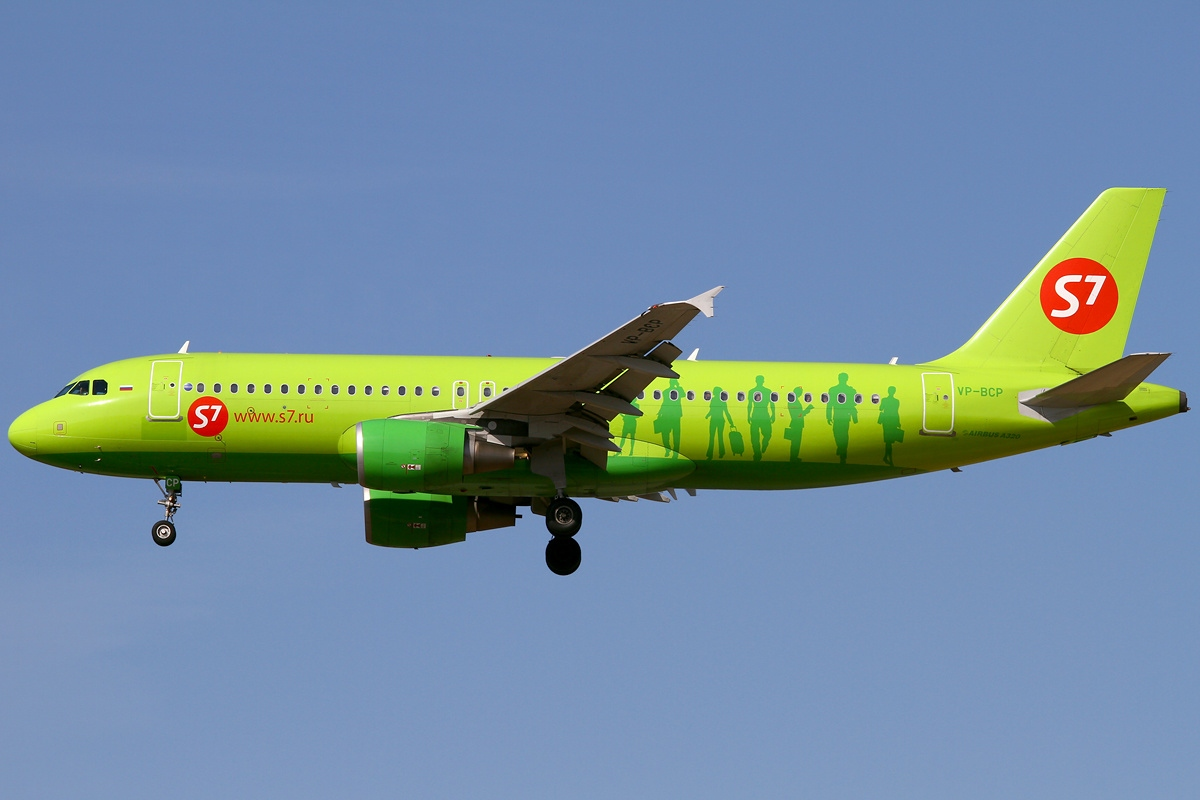
Un Airbus A320 d'S7 Airlines, tels que ceux engagés sur Chișinău - Moscou.

Édité le 24/02/2019   Actualisé le 05/01/2023

## Statistiques

### Évolution en graphique
Le graphique qui aurait dû être présenté ici ne peut pas être affiché car il utilise l'ancienne extension Graph, désactivée pour des questions de sécurité. Des indications pour créer un nouveau graphique avec la nouvelle extension Chart sont disponibles ici.

Voir la requête brute et les sources sur Wikidata.
| Année | Passagers (total) | Différence | Mouvements (total) | Différence | Cargo (tonnes) |
| ----- | ----------------- | ---------- | ------------------ | ---------- | -------------- |
| 2000  | 254,178           | N/A        | 5,519              | N/A        | 2,400          |
| 2001  | 274,662           | 8 %        | 9,866              | 78,7 %     | 1,700          |
| 2002  | 296,431           | 7,9 %      | 10,416             | 5,5 %      | 1,300          |
| 2003  | 341,695           | 15,2 %     | 9,502              | 8,7 %      | 1,300          |
| 2004  | 421,011           | 23,2 %     | 10,759             | 13,2 %     | 1,400          |
| 2005  | 482,741           | 14,6 %     | 11,126             | 3,4 %      | 1,700          |
| 2006  | 548,331           | 13,5 %     | 10,065             | 9,5 %      | 1,800          |
| 2007  | 688,782           | 25,6 %     | 11,623             | 15,4 %     | 2,300          |
| 2008  | 847,881           | 23 %       | 12,000             | 3,2 %      | 2,400          |
| 2009  | 809,072           | 4,5 %      | N/A                | N/A        | 2,000          |
| 2010  | 937,030           | 15,8 %     | 13,751             | N/A        | 2,400          |
| 2011  | 1,045,975         | 11,6 %     | 15,022             | 9,2 %      | 2,700          |
| 2012  | 1,220,496         | 16,6 %     | 16,119             | 7,3 %      | 2,800          |
| 2013  | 1,321,362         | 8,3 %      | 17 555             | 8,9 %      | 2,177          |

En 2012, les principales destinations en termes de fréquentation annuelle étaient :
- Moscou avec 320 990 passagers (26,3 %)
- Istanbul avec 152 562 passagers (12,5 %)
- Antalya avec 109 844 passagers (9 %)
- Vérone avec 81 733 passagers (6,7 %)
- Munich avec 69 568 passagers (5,7 %)
- Bucarest avec 67 127 passagers (5,5 %)

Air Moldova assure 40 % du trafic voyageurs de l'aéroport, devant S7 Airlines avec 15 % et Turkish Airlines avec 9 %.

## Accès
L'aéroport est desservi par les lignes A et 65 du réseau de bus urbains de Chișinău, ainsi que par la ligne 165 des "Rutieră", le réseau moldave des minibus privés.
Il faut 15 à 30 minutes en taxi pour rejoindre Chișinău.
L'aéroport est également situé le long de la route nationale R2, aménagé à 4 voies jusqu'à Chișinău.

## Accidents et incidents
Au moins trois accidents notables ont eu lieu à l'aéroport de Chișinău :
- le 15 mai 1970, l'Antonov An-10 d'Aeroflot immatriculé CCCP-11149 s'écrase lors d'un exercice de remise des gaz avec simulation de deux des quatre moteurs en panne. Les 11 personnes à bord ont été tuées
- le 12 octobre 1971, un autre Antonov An-10 d'Aeroflot, immatriculé CCCP-11137, est détruit lors de l'atterrissage, mais aucune victime n'est à déplorer[5]
- le 11 avril 2008, l'Antonov An-32 de Kata Air Transport immatriculé ST-AZL (Soudan) s'écrase avant le seuil de piste. Les 8 membres d'équipage de l'avion cargo ont été tués[6].

## Faits intéressants
En 2019, le sculpteur moldave Veaceslav Jiglitski a installé le groupe sculptural «Crew» dans le hall d'enregistrement des passagers pour le départ.
À l'entrée de l'aéroport se trouve un monument à un avion Tu-134 mis hors service